# Lepidochrysops southeyae
Lepidochrysops southeyae är en fjärilsart som beskrevs av Terence Dale Pennington 1967. Lepidochrysops southeyae ingår i släktet Lepidochrysops och familjen juvelvingar. Inga underarter finns listade i Catalogue of Life.